# Charles James Meller
Pour les articles homonymes, voir Meller.
Charles James Meller, né en 1836 à Cobham et mort le 26 février 1869 à Allington House (auj. Victoria Inn, Berrima), est un naturaliste et médecin britannique.

## Biographie
Meller accompagne David Livingstone dans le bassin du Zambèze comme naturaliste et médecin de l'expédition (1858-1863). En 1862, malade, il rentre à l'île Maurice avec Archibald Anson (1826-1925) et voyage à Madagascar avec l'évêque Vincent William Ryan (1816-1888) avant de rejoindre de nouveau Livingstone en septembre 1862.
Nommé vice-consul à Madagascar (1863-1865), il officie en 1865 aux Royal Botanic Gardens de Kew. Revenu à l'île Maurice en 1866 où il est promu directeur du jardin botanique (1866-1868), il part en 1868 pour un périple dans le Queensland mais, malade, doit rejoindre Sydney.
Il meurt peu après à Allington House le 26 février 1869.
Jules Verne le mentionne dans son roman Un capitaine de quinze ans (partie 2, chapitre XIV).

## Honneurs
Le canard de Meller ainsi que la mangouste de Meller, portent son nom.